# Mezjyritsj
Mezjyritsj (Oekraïens: Межиріч) is een dorp (selo) in de oblast Tsjerkasy van de rajon Kaniv van centraal Oekraïne, 22 km van de stad Kaniv en nabij de plaats waar de rivier Rosava uitmondt in de rivier Ros.
In 1965 groef een boer de onderkaak van een mammoet op toen hij zijn kelder verder uitgroef. Verdere uitgravingen brachten vier hutten aan het licht gemaakt van 149 mammoetbeenderen. Die verblijfplaatsen zijn gedateerd op 15.000 jaar geleden en zijn daarmee de oudst bekende behuizingsconstructies uit de steentijd toegeschreven aan de vroege moderne mens.
Op dezelfde site is een kaart gevonden gegrift in been van een mammoet, die het gebied rond de nederzetting afbeeldt.
Ook daar is een trom gevonden van een mammoetschedel en beschilderd met een patroon van punten en lijnen van rode oker.
Er zijn ook sieraden gevonden van barnsteen en van fossiele schelpen.